# Haft Jūbeh
Haft Jūbeh (persiska: هفت جوبه) är en ort i Iran.   Den ligger i provinsen Teheran, i den centrala delen av landet, 50 km söder om huvudstaden Teheran. Haft Jūbeh ligger 868 meter över havet och antalet invånare är 335.
Terrängen runt Haft Jūbeh är platt, och sluttar söderut.Runt Haft Jūbeh är det tätbefolkat, med 297 invånare per kvadratkilometer. Närmaste större samhälle är Varamin, 8,5 km norr om Haft Jūbeh. Trakten runt Haft Jūbeh består till största delen av jordbruksmark.